# Aegle vespertinalis
Aegle vespertinalis is een vlinder uit de familie uilen (Noctuidae). De wetenschappelijke naam is voor het eerst geldig gepubliceerd in 1858 door Rambur.
De soort komt voor in Europa.